# Castel Goffredo
Castel Goffredo és un municipi situat al territori de la província de Màntua, a la regió de la Llombardia, (Itàlia).
Castel Goffredo limita amb els municipis de Castiglione delle Stiviere, Medole, Ceresara, Casaloldo, Asola, Casalmoro, Acquafredda i Carpenedolo.
Pertanyen al municipi les frazioni de Berenzi, Bocchere, Casalpoglio, Coletta, Gambina, Giliani, Lisnetta, Lodolo, Lotelli, Perosso, Poiano, Profondi, Romanini, Sant'Anna, Selvole, Valzi, Villa i Zecchini.

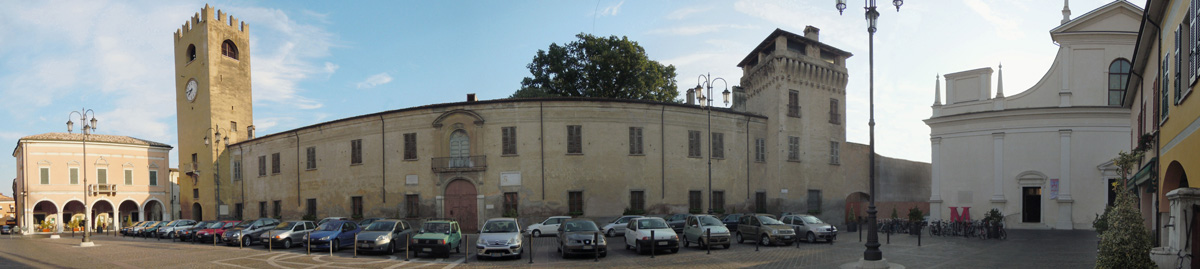
Panorama de Castel Goffredo

## Galeria

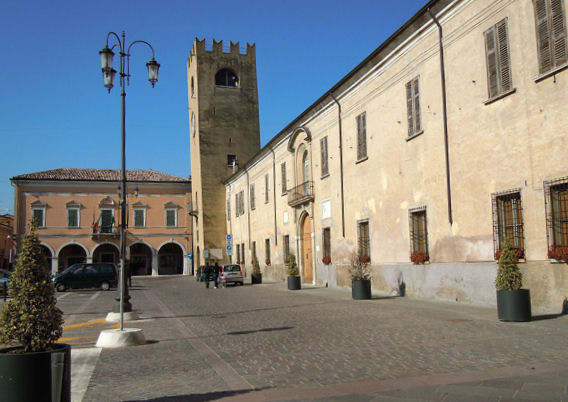
Plaça Mazzini
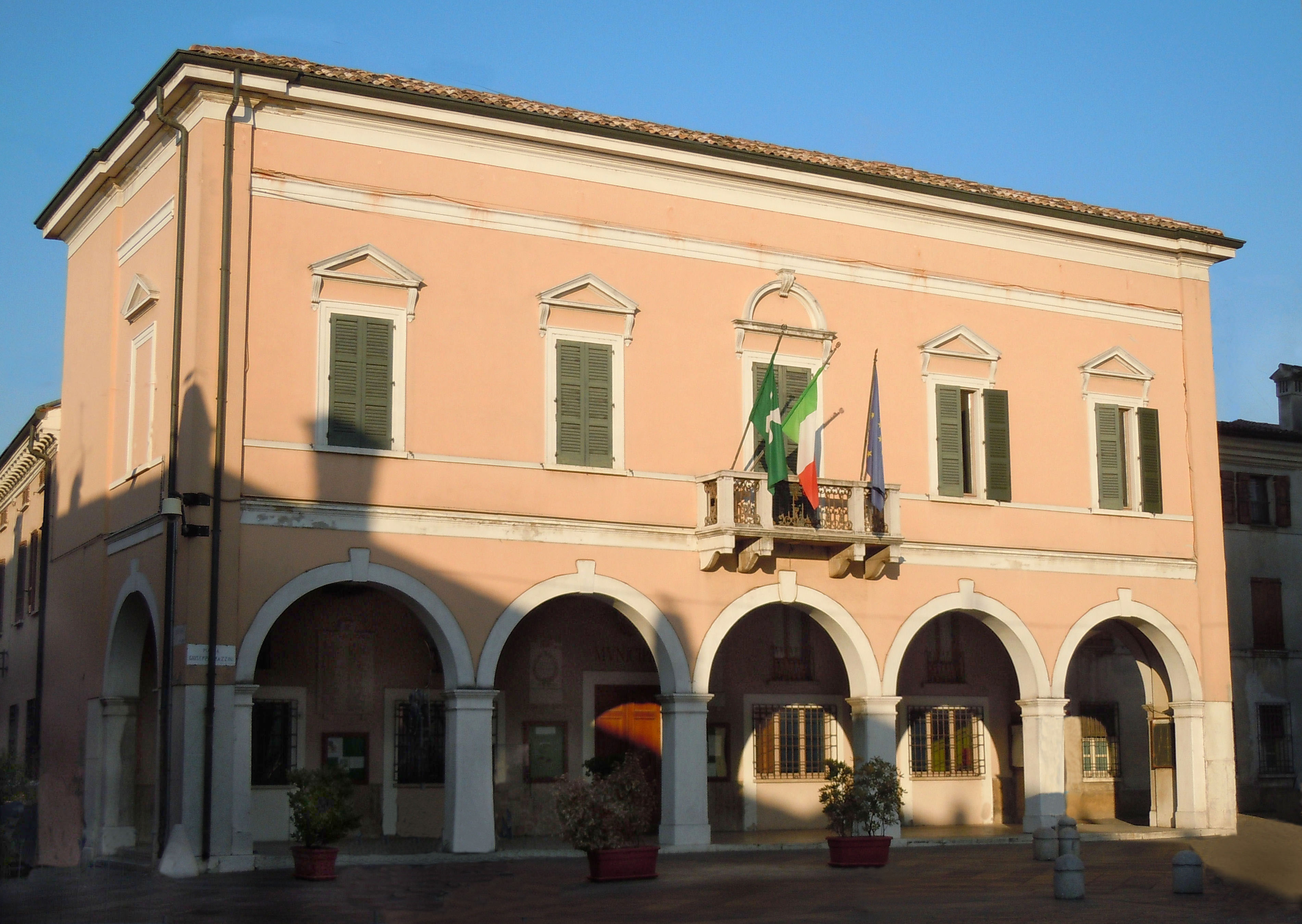
Ajuntament
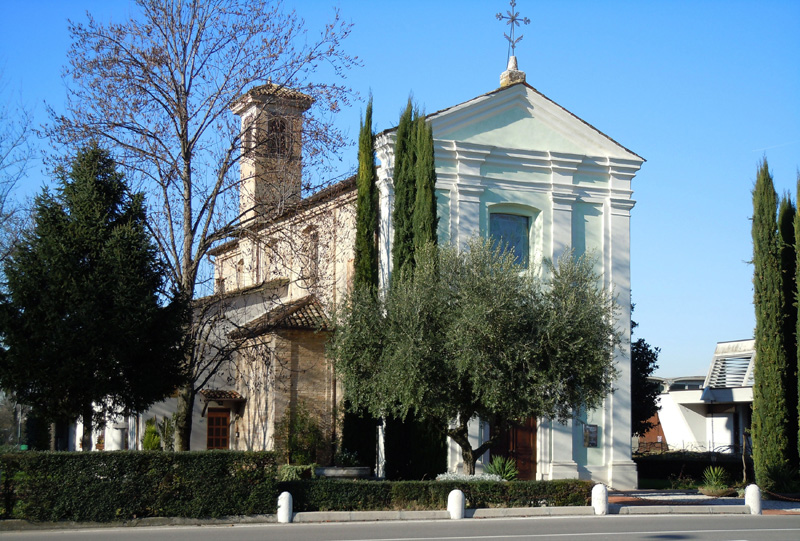
Oratori de S. Miquel
Localització de Castel Goffredo a la província de Màntua